# 15 tháng 2
Ngày 15 tháng 2 là ngày thứ 46 trong lịch Gregory. Còn 319 ngày trong năm (320 ngày trong năm nhuận).

## Sự kiện
- 1113 – Giáo hoàng Pascalê II ban một chiếu thư phê chuẩn việc thành lập Hiệp sĩ Cứu tế.
- 1763 – Hiệp định Hubertusburg được ký kết giữa Phổ và Áo, kết thúc cuộc Chiến tranh Bảy năm.
- 1796 – Giáo chúng Bạch Liên giáo ở khu vực Nghi Đô, Chi Giang khởi sự, mở đầu cuộc Khởi nghĩa Bạch Liên giáo chống triều đình Thanh.
- 1942 – Chiến tranh thế giới thứ hai: Lực lượng do Anh lãnh đạo tại Singapore đầu hàng Nhật Bản, đây là "thảm họa tệ nhất" trong lịch sử quân sự Anh.
- 1961 – Thành lập Quân Giải phóng miền Nam.
- 1965 – Canada bắt đầu sử dụng quốc kỳ mới với thiết kế lá phong tại trung tâm, thay thế hồng thuyền kỳ cũ.
- 1976 – Hiến pháp đầu tiên sau cách mạng của Cuba được thông qua trong một cuộc trưng cầu dân ý, đề ra hệ thống chính quyền và pháp luật dựa trên mô hình của Liên Xô và Đông Âu.
- 1991 – Các lãnh đạo của Ba Lan, Hungary và Tiệp Khắc ký kết Hiệp định Visegrád, thiết lập hợp tác nhằm hướng tới hệ thống thị trường tự do.
- 2013 – Sóng xung kích từ một thiên thạch phát nổ trên bầu trời Chelyabinsk của Nga khiến hơn 1000 người bị thương do kính vỡ.

## Ngày sinh
- 1564 – Galileo Galilei, nhà vật lý, nhà toán học và nhà thiên văn học người Ý (m. 1642).
- 1835 – Nguyễn Khuyến, nhà thơ Việt Nam, tam nguyên nhà Nguyễn (m. 1909).
- 1875 – Ernest Shackleton, nhà thám hiểm Ireland gốc Anh (m. 1922).
- 1907 – Nam Trân, nhà thơ Việt Nam (m. 1967).
- 1909 – Phạm Tất Đắc, nhà thơ Việt Nam (m. 1935).
- [1929] – Kauko Nieminen nhà vật lý nghiệp dư nổi tiếng với lý thuyết [xoáy ether].
- 1937 – Trần Hồng Quân, chính khách, nhà khoa học Việt Nam.
- 1943 – Thích Tuệ Sỹ, học giả Phật giáo, nhà bất đồng chính kiến Việt Nam.
- 1972 – Phan Thị Bích Hằng, nhà ngoại cảm nổi tiếng ở Việt Nam.
- 1988 – Rui Patrício, cầu thủ bóng đá người Bồ Đào Nha.
- 1993 – Ravi, ca sĩ, rapper, thành viên nhóm nhạc VIXX.

## Ngày mất
- 1943 – Kim Đồng, Anh hùng lực lượng vũ trang Việt Nam (s. 1928).
- 1988 – Richard Feynman, nhà vật lý Hoa Kỳ, người nhận giải Nobel Vật lý năm 1965 (s. 1918).